# Thurn und Taxis (gioco)
Thurn und Taxis (chiamato nelle versioni internazionali anche Thurn & Taxis o Thurn and Taxis) è un gioco da tavolo in stile tedesco di Andreas Seyfarth, pubblicato nel 2006 da Hans im Gluck, vincitore del prestigioso Spiel des Jahres nel 2006. Il gioco prende il nome dalla celebre famiglia aristocratica tedesca dei Thurn und Taxis che nel XVI secolo stabilì il primo sistema postale d'Europa.

## Descrizione
Scopo del gioco è quello di costruire degli uffici postali nelle varie città in Baviera e nei territori circostanti, con l'obiettivo finale di costruire una rete postale e affermare la propria supremazia sugli altri giocatori.
Il gioco è basato sostanzialmente sull'utilizzo di carte raffiguranti le varie città che vengono pescate e scelte a turno dai giocatori. Ogni giocatore cercherà di scegliere le carte più utili alla rotta postale che ha in mente di realizzare, ogni percorso dà diritto a dei punti che vengono calcolati con sistemi appositi, inoltre il gioco offre la possibilità di ottenere punti bonus. Alla fine il giocatore che totalizza più punti è il vincitore.
Nonostante il grande successo ottenuto in tutto il mondo non esiste ancora una edizione italiana di Thurn and Taxis e delle relative espansioni.

## Espansioni

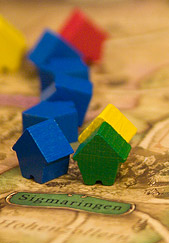
Primo piano delle stazioni postali

Il successo del gioco è stato notevole e sono state pubblicate tre espansioni:
- Thurn and Taxis: Der Kurier der Fürstin una piccola espansione pubblicata nell'ottobre 2005.
- Thurn and Taxis: Glanz und Gloria comprendente una nuova mappa con nuove regioni e nuove carte, inoltre è stato modificato il regolamento per stabilire i percorsi.
- Thurn and Taxis: Alle Wege führen nach Rom come il precedente contiene una nuova mappa (nettamente meno realistica delle precedenti) e regole leggermente modificate.

## Premi e riconoscimenti
- 2006
  - Spiel des Jahres: vincitore[2];
  - Deutscher Spiele Preis: 2º classificato[3];
  - International Gamers Awards: gioco nominato nella categoria General Strategy; Multi-player;
- 2007
  - Golden Geek: gioco nominato nella categoria Best Family Board Game;